# Novità (brevetto)
La novità è, nel campo dei brevetti, un requisito per la brevettabilità, per il quale un'invenzione non è brevettabile se era già conosciuta prima della data di deposito, o prima della data di priorità se viene rivendicata una priorità, della domanda di brevetto.
Il requisito di novità è stato introdotto nella domanda di brevetto nel 1998 nella direttiva 98/44/CE del Parlamento Europeo, dove per stabilire che un'invenzione nel campo delle biotecnologie possa essere considerata nuova è necessario passare per una ricerca d'anteriorità. Quest'ultima viene citata, inoltre, dalla Camera di Commercio del nord-ovest della Toscana, dove si chiarisce il concetto di domanda di brevetto e le verifiche che ne precedono la pubblicazione.

In Italia la definizione di novità per un brevetto è inserita all'interno dell'articolo 46 comma 1 del Codice della proprietà industriale:
"Un'invenzione è considerata nuova se non è compresa nello stato della tecnica."
I comma 2 e 3, specificano poi cos'è esattamente lo stato della tecnica:
"Lo stato della tecnica è costituito da tutto ciò che è stato reso accessibile al pubblico nel territorio dello Stato o all'estero prima della data del deposito della domanda di brevetto, mediante una descrizione scritta od orale, una utilizzazione o un qualsiasi altro mezzo."
"È pure considerato come compreso nello stato della tecnica il contenuto di domande ((di brevetto italiano)) o di domande di brevetto europeo (( . . . )) designanti (( . . . )) l'Italia, così come sono state depositate, che abbiano una data di deposito anteriore a quella menzionata nel comma 2 e che siano state pubblicate o rese accessibili al pubblico anche in questa data o più tardi."
Quindi un'invenzione dopo essere stata divulgata, tramite articoli o realizzazione e commercializzazione del prodotto inventato oppure tramite il deposito della domanda di tale brevetto, non è più brevettabile, né in Italia, né all'estero.
L'utilizzo di una sostanza o un insieme di sostanze che non presentano novità è brevettabile nel caso in cui se ne venga individuata una nuova funzionalità (art 46, comma 4 del Codice di proprietà industriale).
L'applicazione dell'articolo 46, non è però sempre possibile, infatti nell'articolo 47 del Codice della proprietà industriale sono espresse differenti eccezioni:
- caso di abuso avvenuto nei 6 mesi precedenti all'effettivo deposito della domanda di brevetto[1];
- caso di divulgazione avvenuta durante esposizioni internazionali.

In alcuni paesi, come negli Stati Uniti o in Giappone, esiste un periodo di grazia per proteggere un inventore o il suo successore in titolo da una pubblicazione dell'invenzione prima della data di deposito. Questo significa che, se l'inventore o il suo successore in titolo pubblica l'invenzione, può ancora depositare una domanda in modo valido, la quale verrà considerata nuova nonostante la pubblicazione, sempre che il deposito avvenga durante il periodo di grazia che segue la pubblicazione. Questo periodo di grazia dura solitamente sei o dodici mesi.
In altri paesi, comprese quelli europei, qualsiasi pubblicazione, dimostrazione od uso, scritto od orale, prima del deposito della domanda di brevetto, da parte di qualsiasi persona, in qualsiasi parte del mondo impedisce ad un'invenzione di essere brevettata in quei Paesi. In Italia una pubblicazione, dimostrazione od uso, scritto od orale non vengono considerati invalidanti ai fini della brevettabilità se sono conseguenza di un abuso ai danni del richiedente e sono diffusi nei sei mesi precedenti la domanda di brevetto.